# Van of the Year
Van of the Year, auch Internationaler Van of the Year, ist eine Auszeichnung der International Van-of-the-Year (IVOTY) Co Ltd. Sie wird jährlich von einer ausgewählten Gruppe von Fachjournalisten für leichte Nutzfahrzeuge vergeben. Hierbei werden nicht nur Kastenwagen, Pritschenwagen und Kleinbusse bewertet, sondern auch Hochdachkombis und Lieferwagen auf Pkw-Basis. Die Auszeichnung wurde 1992 erstmals vergeben, parallel zur schon länger stattfindenden Auszeichnung Truck of the Year. Die IVOTY Co Ltd versteht sich als unabhängige und demokratische Non-Profit-Organisation.

## Jury
Die Jury besteht aus je einem Mitglied aus fast jedem europäischen Land sowie einem aus Russland (derzeit 25). Die Mitglieder sollen möglichst vom Herausgeber der im jeweiligen Land führenden Publikation über diesem Marktsegment stammen:
| Nummer | Land         | Zeitschrift                               |
| ------ | ------------ | ----------------------------------------- |
| 1.     | Österreich   | „Weka-Verlag“                             |
| 2.     | Belgien      | „Transporama“                             |
| 3.     | Dänemark     | „Mester-Tidende“                          |
| 4.     | Finnland     | „Auto, Teknikka ja Kuljetus“              |
| 5.     | Frankreich   | „Solutions Utilitaires“                   |
| 6.     | Griechenland | „TROXOI & TIR“                            |
| 7.     | Spanien      | „Truck“                                   |
| 8.     | Niederlande  | „Truck & Transport Management/Bestelauto“ |
| 9.     | Irland       | „Fleet Van & Utility“                     |
| 10.    | Deutschland  | „Logistra“                                |
| 11.    | Norwegen     | „Anlegg & Transport“                      |
| 12.    | Polen        | „Polski Traker“                           |
| 13.    | Portugal     | „Euro Transporte“                         |
| 14.    | Russland     | „Auto Review“                             |
| 15.    | Slowakei     | „Transport a Logistika“                   |
| 16.    | Tschechien   | „Transport a Logistika“                   |
| 17.    | Schweden     | „Åkeritidning“                            |
| 18.    | Ungarn       | „Camion Truck & Bus“                      |
| 19.    | UK           | „Commercial Motor“                        |
| 20.    | Italien      | „tuttoTrasporti“                          |
| 21.    | Bulgarien    | „Bahobe“                                  |
| 22.    | Kroatien     | „kamion&Bus“                              |
| 23.    | Rumänien     | „Tranzit“                                 |
| 24.    | Schweiz      | „TIR“                                     |
| 25.    | Türkei       | „CargoHaber“                              |

## Gewinner Van of the Year und die Nächstplatzierten
| Jahr | Anzahl der Juroren | 1. Platz                                                                              | Pkt. | 2. Platz                                           | Pkt. | 3. Platz                                                                                   | Pkt. |
| ---- | ------------------ | ------------------------------------------------------------------------------------- | ---- | -------------------------------------------------- | ---- | ------------------------------------------------------------------------------------------ | ---- |
| 1992 |                    | Volkswagen Transporter T4 Syncro, Hochdach                                            | 58   | Ford Transit IV                                    | 33   | Renault Rapid                                                                              | 20   |
| 1993 |                    | Nissan Sunny Van                                                                      | 52   | Ford Courier                                       | 50   | Toyota LiteAce                                                                             | 26   |
| 1994 | 14                 | Citroën Jumper I/Fiat Ducato II/Peugeot Boxer I                                       | 89   | Opel Combo I                                       | 39   | Ford Transit V                                                                             | 19   |
| 1995 | 14                 | Mercedes-Benz Sprinter I                                                              | 78   | Nissan Vanette Cargo                               | 33   | Ford Transit V                                                                             | 26   |
| 1996 | 14                 | Mercedes-Benz Vito I                                                                  | 63   | Toyota Hiace                                       | 46   | Citroën Jumpy I/Fiat Scudo I/Peugeot Expert I                                              | 26   |
| 1997 | 14                 | Citroën Berlingo I/Peugeot Partner I                                                  | 69   | Volkswagen LT II                                   | 36   | Iveco Daily II                                                                             | 22   |
| 1998 | 14                 | Renault Master                                                                        | 69   | Renault Kangoo Express                             | 60   | Opel Campo Pick-up                                                                         | 11   |
| 1999 |                    | Opel Astra Van II                                                                     | 46   | Nissan Cabstar E                                   | 44   | Nissan Pick-up                                                                             | 28   |
| 2000 |                    | Iveco Daily III                                                                       | 103  | Renault Mascott                                    | 44   | Mercedes-Benz Vito CDI I                                                                   | 33   |
| 2001 | 20                 | Ford Transit VI                                                                       | 112  | Fiat Doblò I                                       | 55   | Mercedes-Benz Sprinter CDI I                                                               | 39   |
| 2002 | 20                 | Opel Vivaro/Renault Trafic                                                            | 115  | Opel Combo II                                      | 34   | Ford Transit VI Durashift                                                                  | 24   |
| 2003 | 20                 | Ford Transit Connect                                                                  | 126  | Citroën Jumper I/Fiat Ducato II/Peugeot Boxer I    | 49   | Iveco Daily Unijet III                                                                     | 44   |
| 2004 | 19                 | Volkswagen Transporter T5                                                             | 115  | Renault Master                                     | 66   |                                                                                            |      |
| 2005 | 17                 | Mercedes-Benz Vito II                                                                 | 83   | Volkswagen Caddy                                   | 64   | Renault Master                                                                             | 21   |
| 2006 | 19                 | Fiat Doblò Cargo                                                                      |      |                                                    |      |                                                                                            |      |
| 2007 | 19                 | Ford Transit VII                                                                      |      | Citroën Jumper II/Fiat Ducato III/Peugeot Boxer II |      | Mercedes-Benz Sprinter II                                                                  |      |
| 2008 | 20                 | Citroën Jumpy II/Fiat Scudo II/Peugeot Expert II                                      | 108  | Renault Kangoo                                     | 58   | Nissan Cabstar/Renault Maxity                                                              | 29   |
| 2009 | 20                 | Citroën Nemo/Fiat Fiorino II/Peugeot Bipper                                           | 112  | Peugeot Partner/Citroën Berlingo                   | 70   |                                                                                            |      |
| 2010 | 23                 | Nissan NV200                                                                          | 107  | Iveco EcoDaily                                     | 76   | Volkswagen Transporter T5                                                                  | 51   |
| 2011 | 24                 | Fiat Doblò Cargo II                                                                   | 128  | Renault Master III/Opel Movano II                  | 107  | Mercedes-Benz Vito/Mercedes-Benz Viano                                                     | 48   |
| 2012 | 23                 | Renault Kangoo Z.E.                                                                   | 104  | Iveco Daily V                                      | 87   | Citroën Jumper II/Fiat Ducato III/Peugeot Boxer II                                         | 27   |
| 2013 | 24                 | Ford Transit Custom                                                                   | 117  | Dacia Dokker                                       |      | Mercedes-Benz Citan                                                                        |      |
| 2014 | 25                 | Ford Transit Connect                                                                  | 130  | Mercedes-Benz Sprinter                             | 123  | Renault Kangoo                                                                             | 25   |
| 2015 | 23                 | Iveco Daily VI                                                                        | 95   | Mercedes-Benz Vito                                 | 68   | Ford Transit                                                                               | 44   |
| 2016 | 24                 | Volkswagen Transporter T6                                                             | 98   | Fiat Doblò Cargo II (facelift)                     | 68   | Volkswagen Caddy (Euro 6)                                                                  | 63   |
| 2017 | 24                 | Volkswagen Crafter                                                                    | 101  | Peugeot Expert/Citroën Jumpy/Toyota ProAce         | 89   | Iveco Daily Euro 6                                                                         |      |
| 2018 | 25                 | Iveco Daily Blue Power                                                                | 113  | Ford Transit Custom                                | 79   | Volkswagen Caddy TGI                                                                       |      |
| 2019 | 25                 | Groupe PSA, (Opel Combo Cargo, Citroën Berlingo, Peugeot Partner)                     | 127  | Mercedes-Benz Sprinter                             | 92   | Ford Transit Connect                                                                       |      |
| 2020 | 25                 | Ford Transit Custom Hybrid                                                            | 97   | Ford Transit EcoBlue Hybrid                        | 54   | Volkswagen Transporter 6.1                                                                 |      |
| 2021 | 24                 | Stellantis, (Opel/Vauxhall Vivaro-e – Citroën e-Dispatsch/ë-Jumpy – Peugeot e-Expert) | 131  | Mercedes-Benz eSprinter                            | 55   | Mercedes-Benz Vito                                                                         | 36   |
| 2022 | 25                 | Mercedes-Benz Citan/Renault Kangoo Rapid                                              |      | Volkswagen Caddy                                   |      | Stellantis, (Opel Combo E – Citroën ë-Berlingo – Fiat E-Doblò/Toyota ProAce City Electric) |      |
| 2023 | 24                 | Volkswagen ID. Buzz Cargo                                                             | 110  | Ford E-Transit                                     | 100  | Renault Kangoo E-Tech/Nissan e-NV200/Mercedes eCitan                                       |      |
| 2024 | 24                 | Ford Transit Custom                                                                   |      | Iveco Daily Electric                               |      | Renault Trafic E-Tech                                                                      |      |
| 2025 | 25                 | Renault Master                                                                        |      | Ford E-Transit Custom, Stellantis ProOne Large Van |      |                                                                                            |      |